# 나무밭종다리

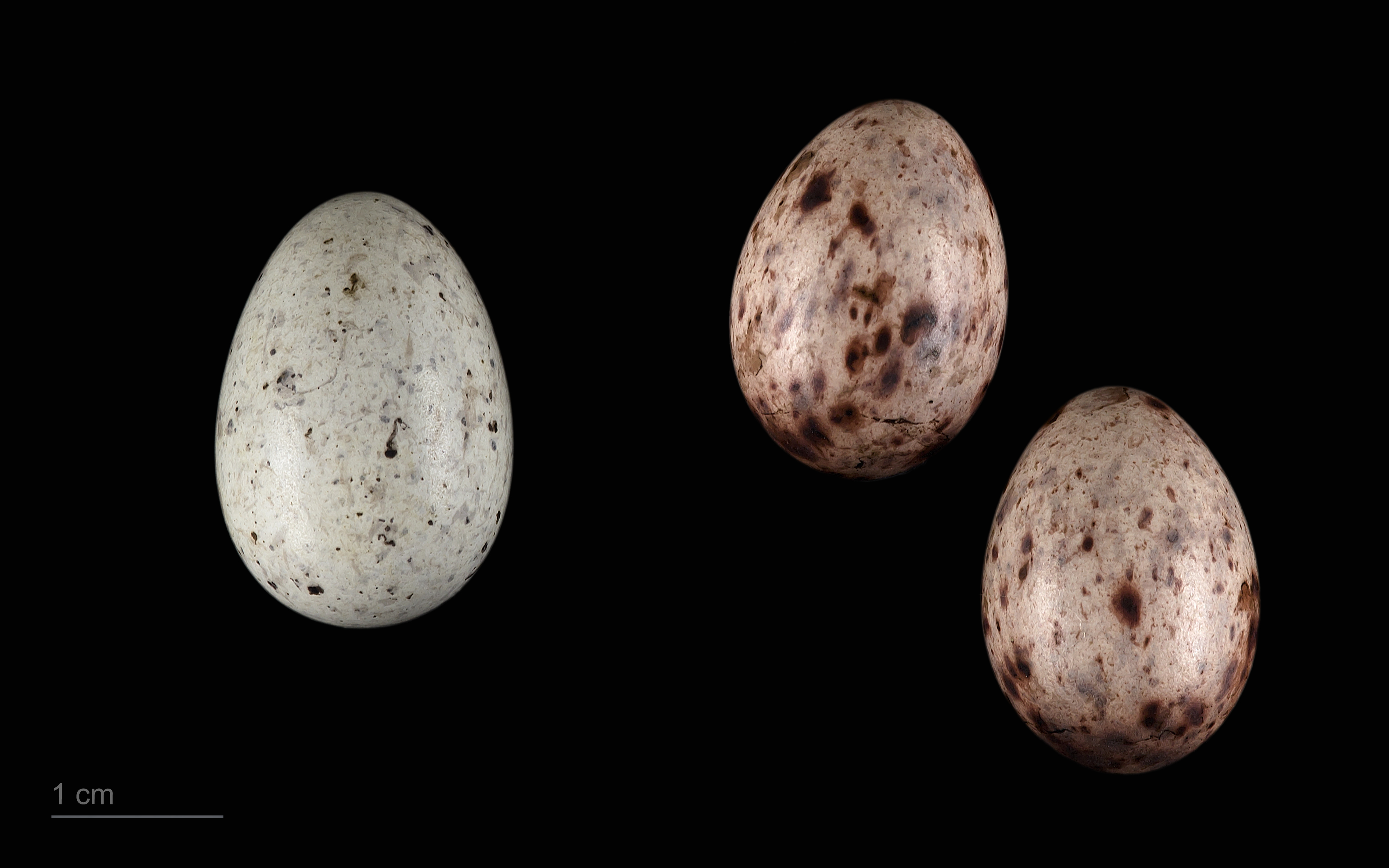
Cuculus canorus canorus + Anthus trivialis

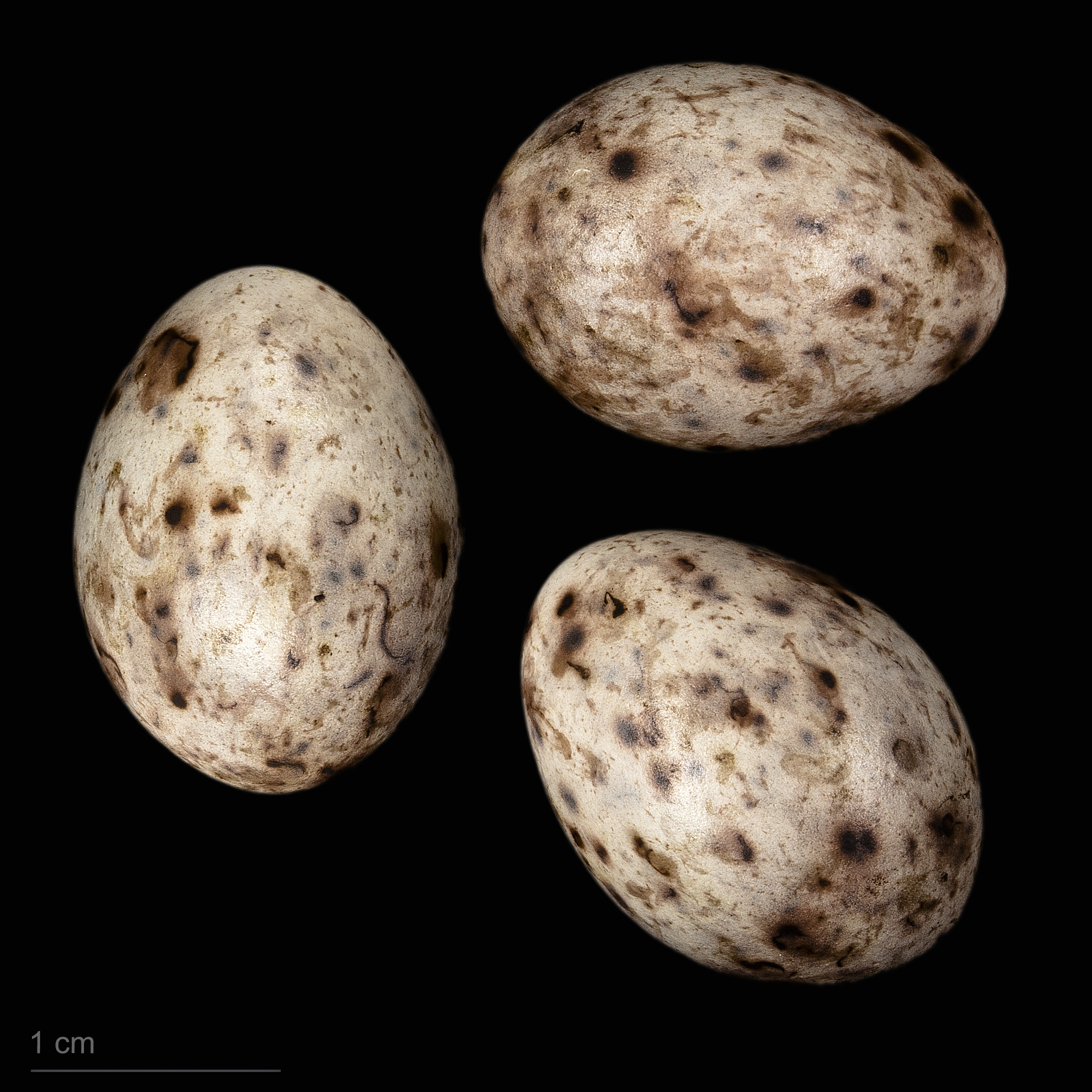
Anthus trivialis trivialis

나무밭종다리(tree pipit, 학명: Anthus trivialis)는 유럽 대부분의 지역과 온난한 중앙, 서아시아를 오가는 조그마한 철새이다. 겨울에 아프리카와 남아시아로 먼 거리를 이동한다.
학명은 라틴어에서 비롯되었는데, Anthus는 초지의 조그마한 새를 가리키는 이름이며, trivialis는 "대중적인 거리"를 의미하는 trivium에서 비롯되는 "일반적인"을 뜻한다.
풀밭종다리와 비슷한 조그마한 종다리의 하나이다. 부리가 크고 배의 색은 하얗다. 나무밭종다리는 나무에 더 쉽게 안착하는 경향이 있다.
번식은 개방된 삼림지대와 관목에서 한다. 둥지는 땅 위에 있으며, 4~8개의 알을 낳는다.
개체수는 지난 20년 동안 85%가 감소했다.

## 생태 주기
- 9월 중순 ~ 4월 중순: 사하라 사막 이남 아프리카에 거주한다.
- 4월 중순 ~ 5월 초: 영국과 같은 여러 국가들로 이주하여 정착한다.
- 5월 초 ~ 8월: 번식 기간이다.
- 8월 ~ 9월 중순: 사하라 사막 이남 아프리카로 되돌아온다.